# Noname (Lied)
Noname ist ein Disstrack des deutschen Rappers Fler. Fler „disst“ hierbei den Rapper Bushido. Der Song wurde am 22. November 2019 auf Youtube auf dem Kanal Fler unter dem Label Maskulin veröffentlicht. Das Lied schaffte es an die Spitze der YouTube-Trends. Zum kommerziellen Erfolg von Noname trugen besonders die ungewöhnlich harten Beleidigungen und der öffentlich thematisierte Polizeischutz von Bushido bei. Viele Youtuber betrachteten den Track als den persönlichsten Disstrack der deutschen Hip-Hop-Geschichte.

## Inhalt
Fler thematisiert den Polizeischutz des Rappers Bushido. Nach dessen Bruch mit seinem ehemaligen Geschäftspartner und mutmaßlichen Anführer des Abou-Chaker-Clans, Arafat Abou-Chaker, gegen den die Staatsanwaltschaft ermittelt.
Der Disstrack enthält darüber hinaus persönliche Beleidigungen gegen Bushidos Ehefrau. Auch die Vaterschaft der Kinder wurde ihm abgesprochen. Später gab Fler in einem Interview an, dass nur ein Kind nicht von ihm sei. Bushido bestätigte diese Aussage per Instagram.

## Gerichtsurteile
Am 11. Dezember 2019 berichtete der Spiegel, dass einige Textzeilen zensiert werden mussten. Das umgedrehte Logo von Werder Bremen musste gelöscht werden. Fler wollte mit diesem Logo und den Zeilen aufzeigen, dass Bushidos Ehefrau viele Männer hatte. Laut dem Gerichtsurteil muss sich Bushidos Ehefrau die Beleidigungen gefallen lassen, da sie sich öffentlich mehrfach in den Streit zwischen den beiden Rappern eingemischt habe. Die Kinder dagegen dürften nicht beleidigt werden.

## Chartplatzierungen
Noname stieg am 29. November 2019 für eine Woche auf Platz 80 in die deutschen Charts ein. In Österreich und der Schweiz verpasste der Song dagegen die Charts.
| ChartsChartplatzierungen | Höchstplatzierung | Wochen |
| ------------------------ | ----------------- | ------ |
| Deutschland (GfK)        | 80 (1 Wo.)        | 1      |